# Реальные кабаны
«Реальные кабаны» (англ.  Wild Hogs) — американская кинокомедия 2007 года о четырёх мужчинах среднего возраста, решивших вспомнить молодость и отправиться в путешествие на мотоциклах.

## Сюжет
Четверо мужчин среднего возраста из небольшого городка — пригорода Цинциннати погрязли в бытовых и семейных проблемах. Вуди (Джон Траволта) разорён, да плюс к тому его бросила жена-модель; Дага (Тим Аллен) родные заставляют вести правильный и здоровый образ жизни; Бобби (Мартин Лоуренс) сидит без работы, ведет домашнее хозяйство, и никто не считает его главой семьи; программист Дадли (Уильям Мэйси) настолько углубился в работу, что боится общаться с женщинами.
В один прекрасный момент четверка приятелей решает «тряхнуть стариной», оседлать байки и отправиться в дальнее путешествие по направлению к мексиканской границе. Выкинув сотовые телефоны и натянув куртки-косухи с надписью Wild Hogs («Дикие кабаны»), они отправляются навстречу приключениям и воспоминаниям о былой свободе, молодости и байкерской отвязности.
По пути им пришлось столкнуться с многими проблемами — смешными и грозными. Ночёвки под открытым небом, купание нагишом в озере, где к ним неожиданно присоединяется «голубой» полицейский, поломки байков, костёр из собственной палатки и многое другое.
Но самое главное испытание их ждало впереди — встреча с толпой настоящих, неподдельных, грязных, пьяных, суровых, бородатых и нечесаных байкеров из мотоклуба Del Fuegos во главе с ещё более безбашенным президентом клуба Джеком.

## В ролях
| Актёр             | Роль            |
| ----------------- | --------------- |
| Джон Траволта     | Вуди Стивенс    |
| Тим Аллен         | Даг Мэдсен      |
| Мартин Лоуренс    | Бобби Дэвис     |
| Уильям Мэйси      | Дадли Фрэнк     |
| Рэй Лиотта        | Джек            |
| Мариса Томей      | Мэгги           |
| М. К. Гейни       | Мардок          |
| Кевин Дюранд      | Рэд             |
| Стивен Тоболовски | Чарли           |
| Питер Фонда       | Дэмиан Блэйд    |
| Джон МакГинли     | полицейский-гей |